# Moteur Daimler Type P
 (août 2022).
Si vous disposez d'ouvrages ou d'articles de référence ou si vous connaissez des sites web de qualité traitant du thème abordé ici, merci de compléter l'article en donnant les références utiles à sa vérifiabilité et en les liant à la section « Notes et références ».
Pour les articles homonymes, voir Moteur (homonymie), Daimler et P.
Le moteur Daimler Type P est un moteur à essence 2 cylindres en V, conçu et inventé par les inventeurs allemands Gottlieb Daimler et Wilhelm Maybach dans les années 1880. Premier moteur à essence fonctionnel de l'histoire de l'automobile, breveté en 1887, associé historiquement aux premiers véhicules à essence sur terre, air, et mer de l'histoire des technologies, et à l'origine des nombreux constructeurs de véhicules motorisés historiques mondiaux.

## Historique
Après avoir collaboré avec les inventeurs Nikolaus Otto et Eugen Langen à l’invention des moteurs à combustion interne à gaz, avec qui Gottlieb Daimler fonde Deutz AG en 1872, les deux amis inventeurs prennent leur indépendance en revendant leur part pour créer leur propre atelier de fabrication-bureau d'étude, à Bad Cannstatt dans la banlieue nord de Stuttgart (actuel musée Daimler de Stuttgart).

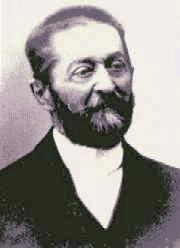
Alphonse Eugène Beau de Rochas
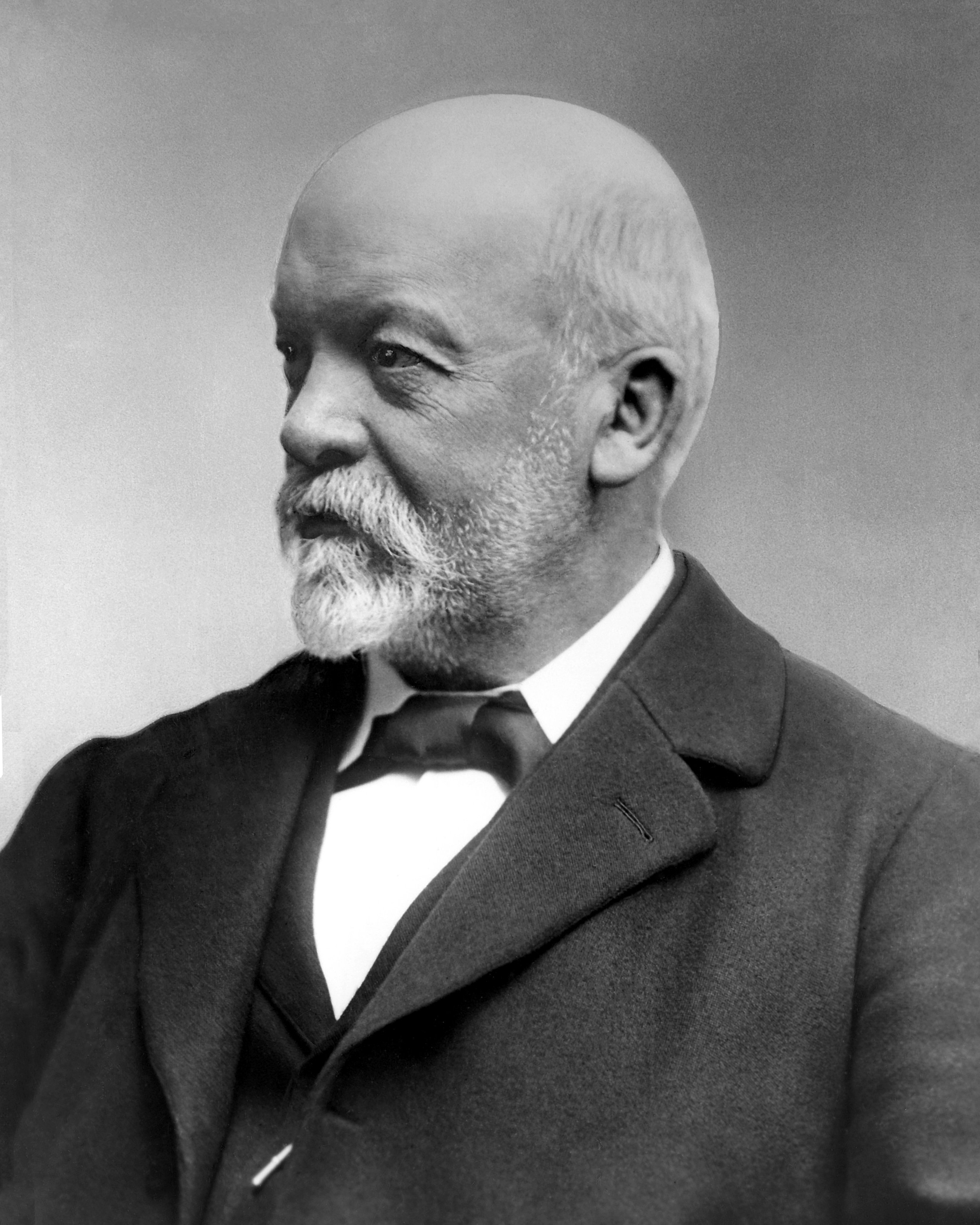
Gottlieb Daimler
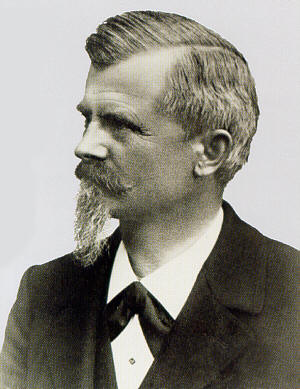
Wilhelm Maybach
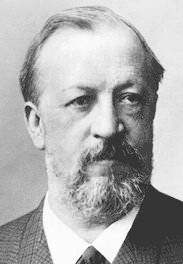
Nikolaus Otto
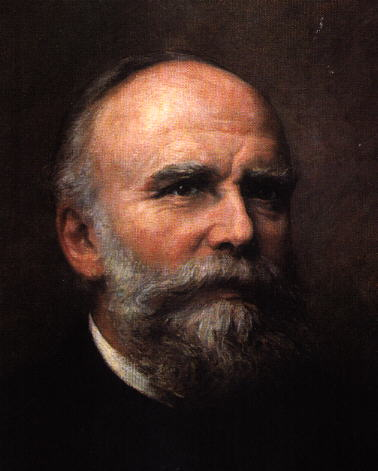
Eugen Langen
Cycle de Beau de Rochas

Ils poursuivent leurs travaux de réalisation d'une version fonctionnelle industrialisable et commercialisable de moteur à quatre temps pour véhicules, à base de cycle de Beau de Rochas de l'inventeur français Alphonse Eugène Beau de Rochas, mise en œuvre par Étienne Lenoir.

## Moteur à gaz 1 cylindre

Atelier historique de Daimler-Motoren-Gesellschaft à Stuttgart (musée Daimler de Stuttgart)
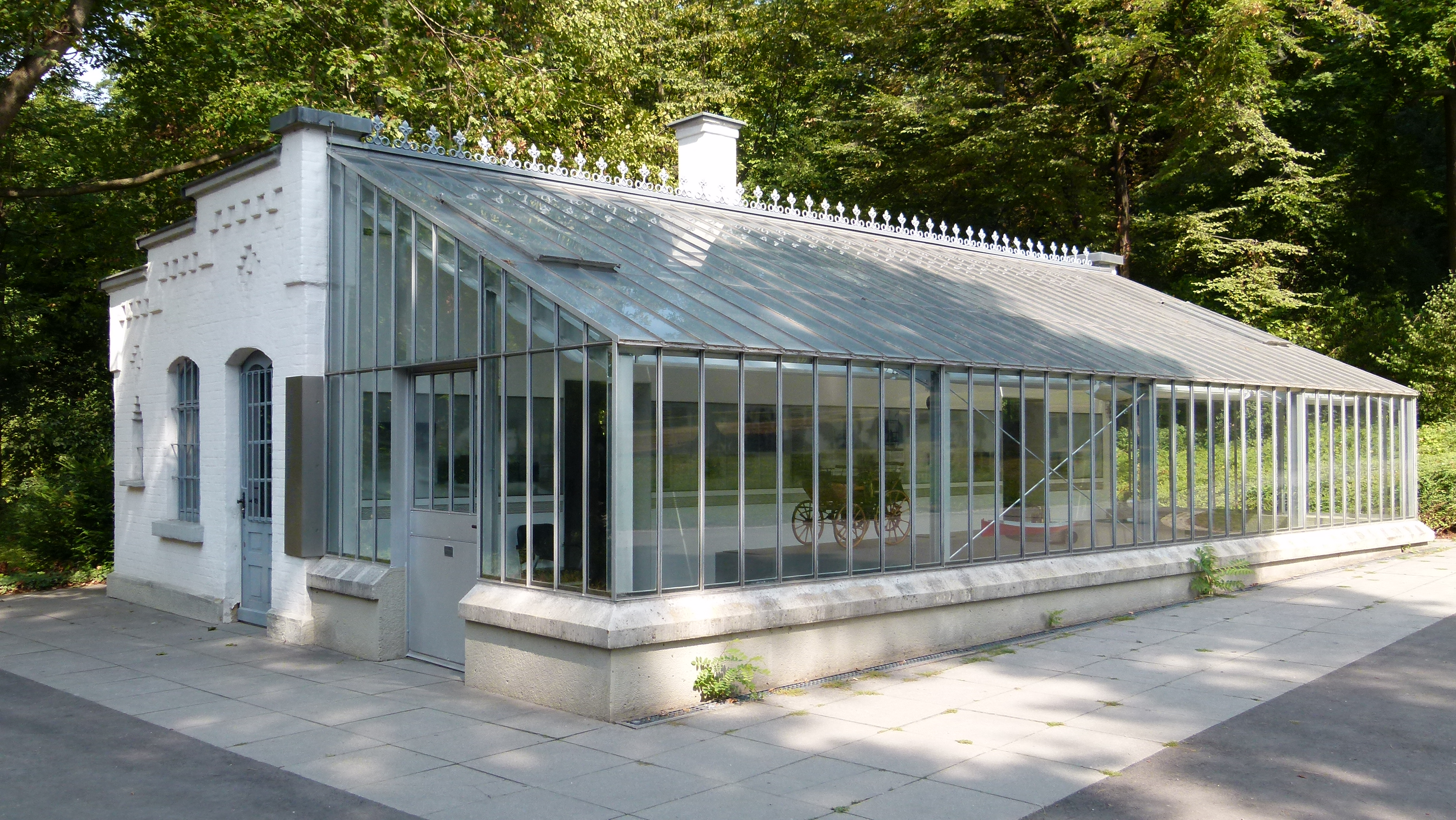
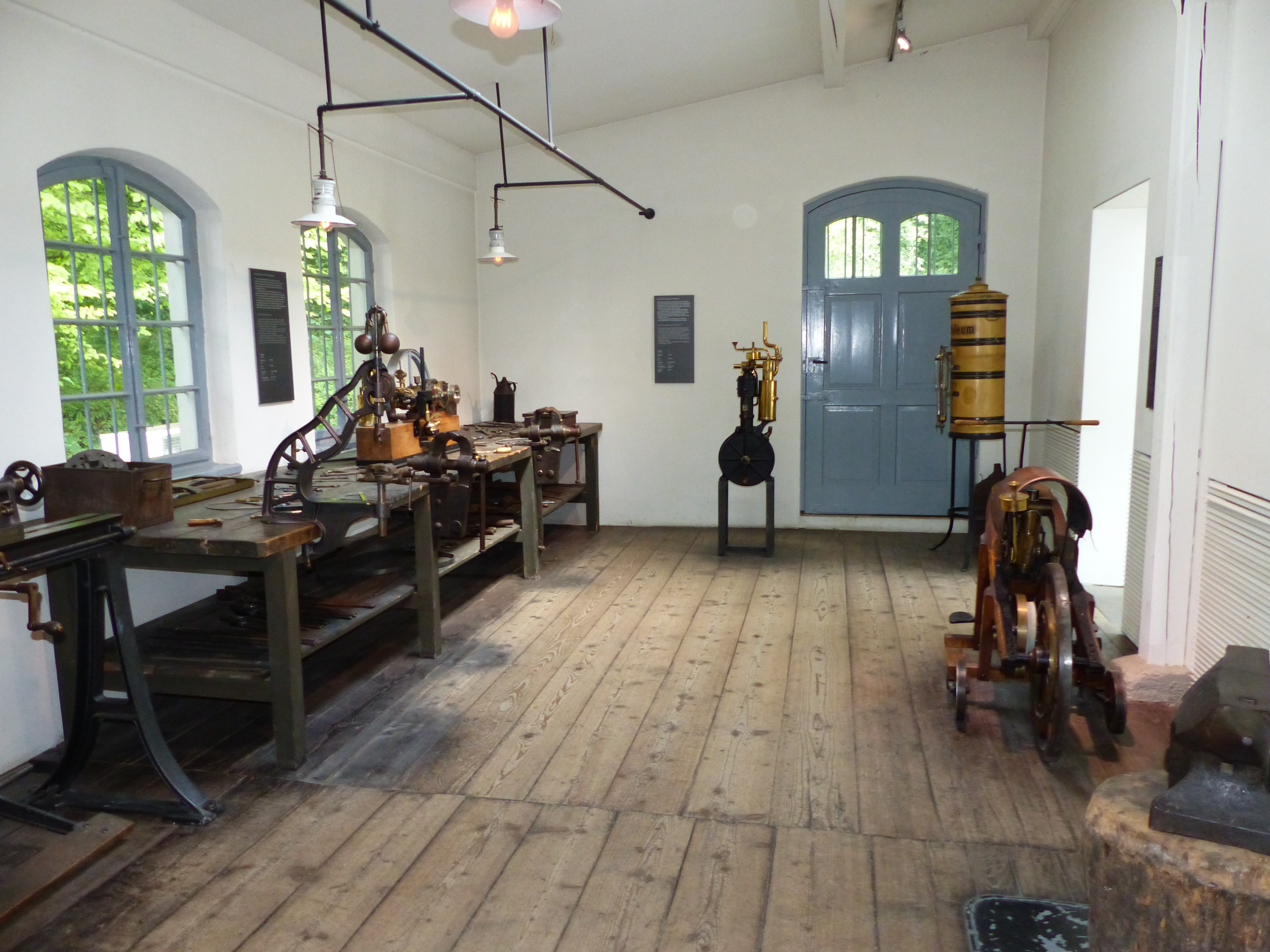
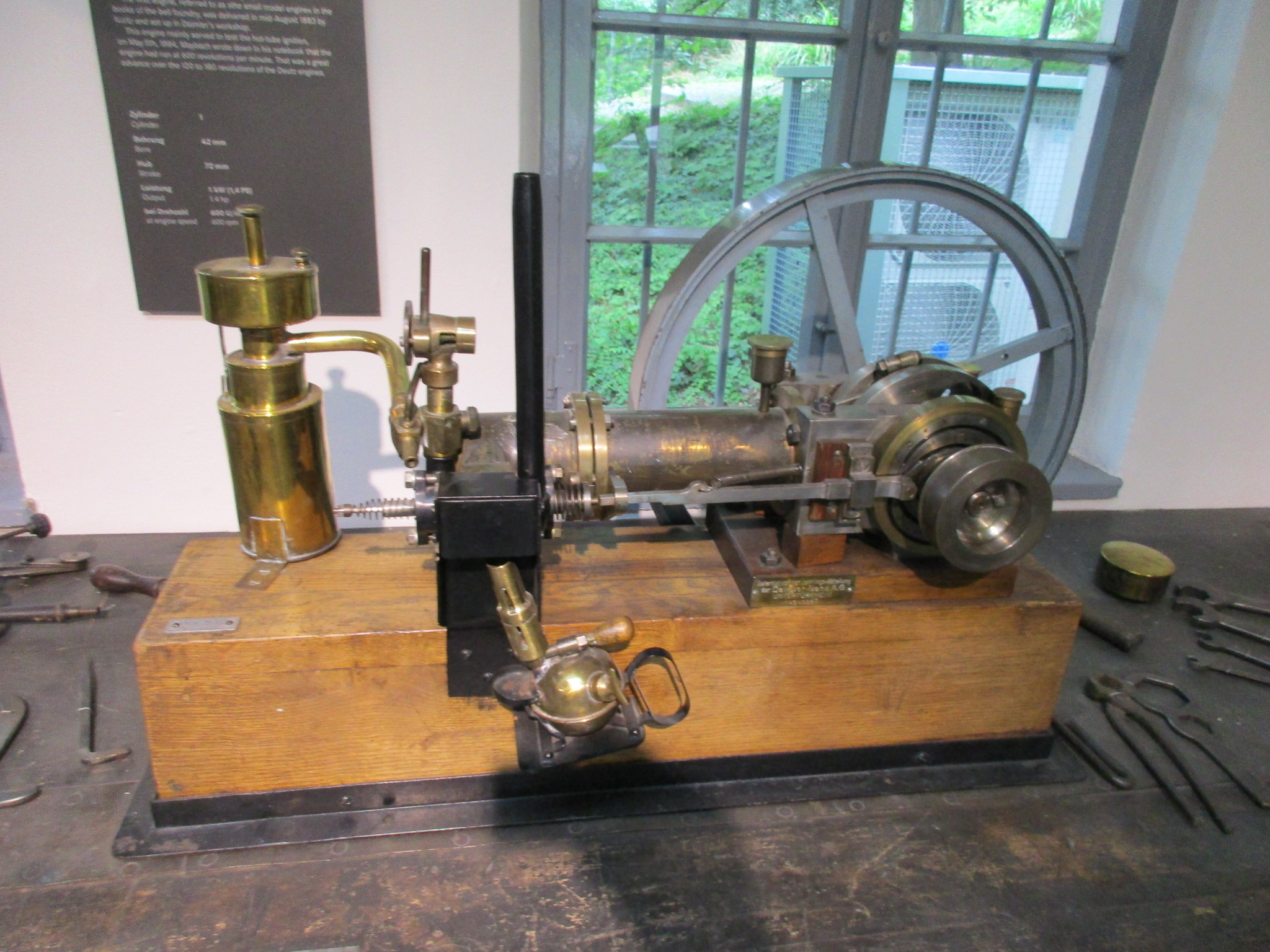
Moteur à gaz Daimler de 1883
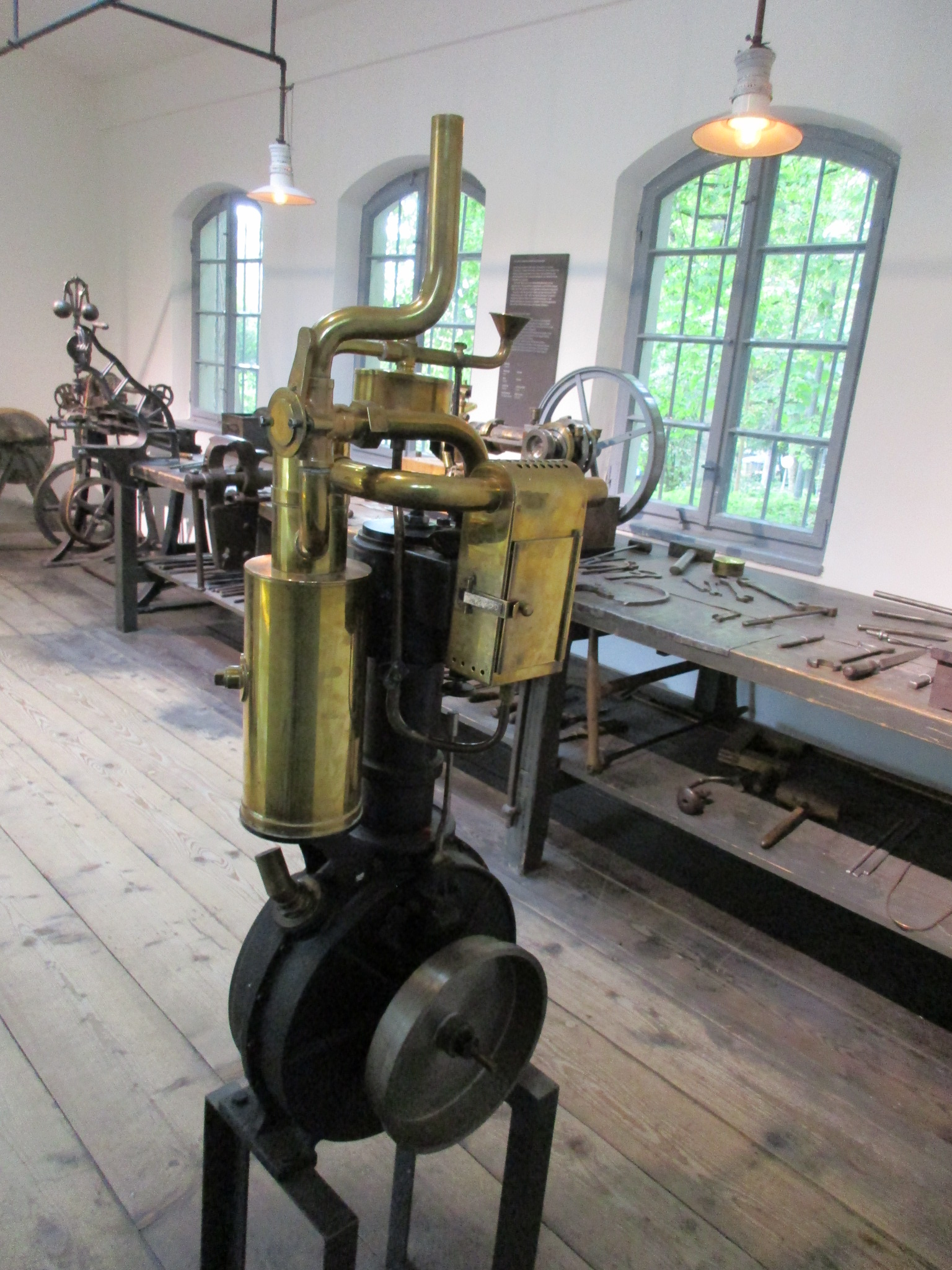
Moteur à gaz Daimler de 1885

Parvenus à leurs fins, avec deux prototypes de moteur à gaz de 1 cylindre brevetés de 1883 et 1885, ils entreprennent de motoriser un premier prototype de vélo-draisienne en bois (Daimler Reitwagen de 1885, première moto historique de l'histoire), puis une série de bateaux (bateau Daimler boot Neckar), un traîneau, une voiture hippomobile Daimler Motorkutsche en 1886, une draisine, une pompe à incendie, un ballon dirigeable Daimler de 1888...

Premiers prototypes à moteur à gaz Daimler
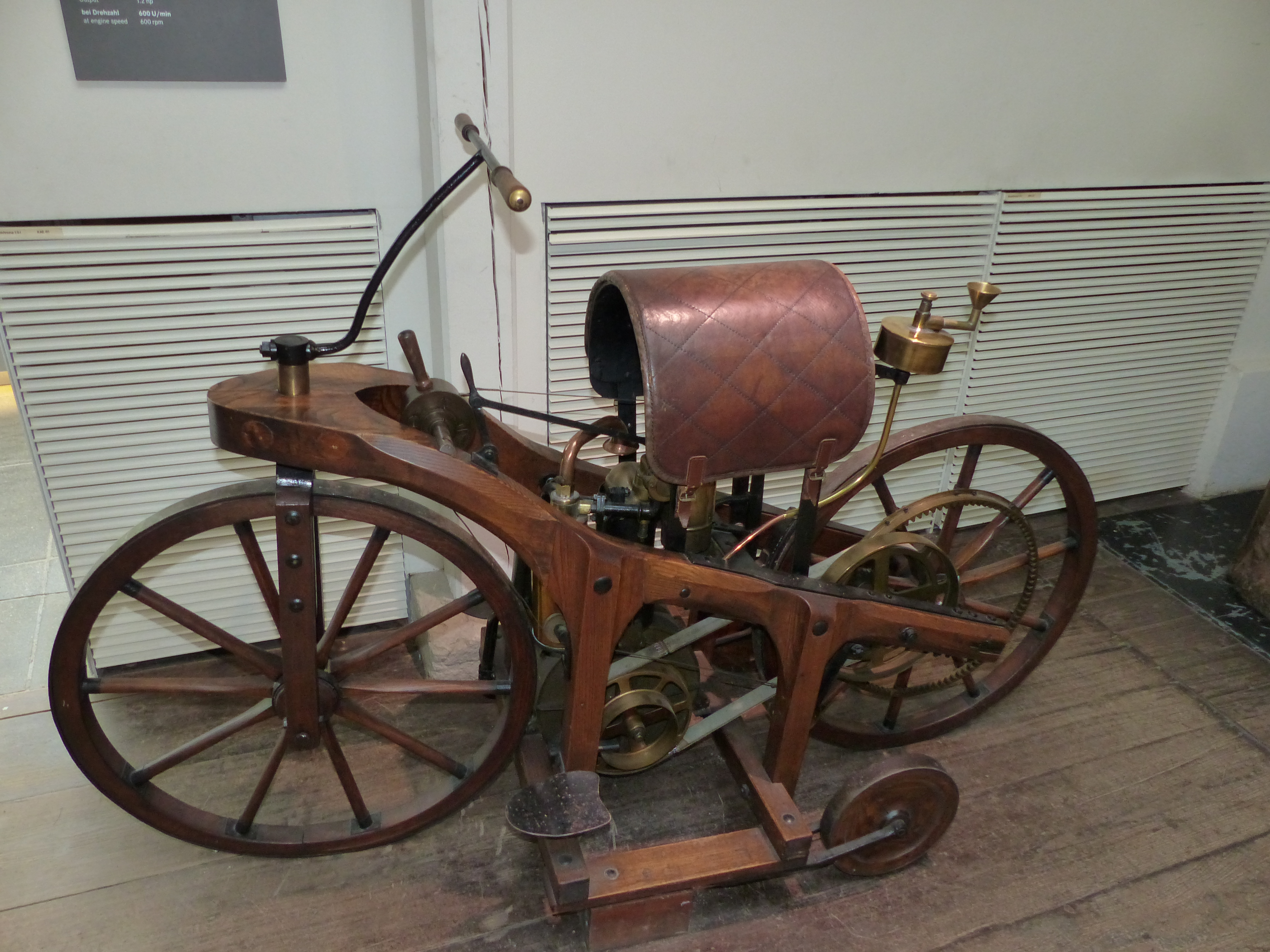
Moto Daimler Reitwagen 1885
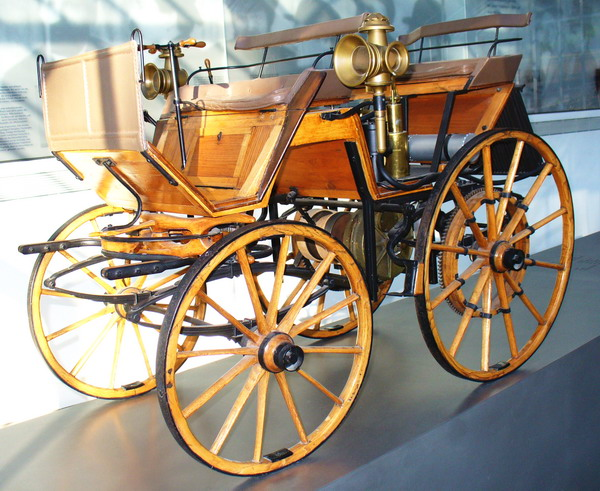
Voiture hippomobile Daimler Motorkutsche, 1886
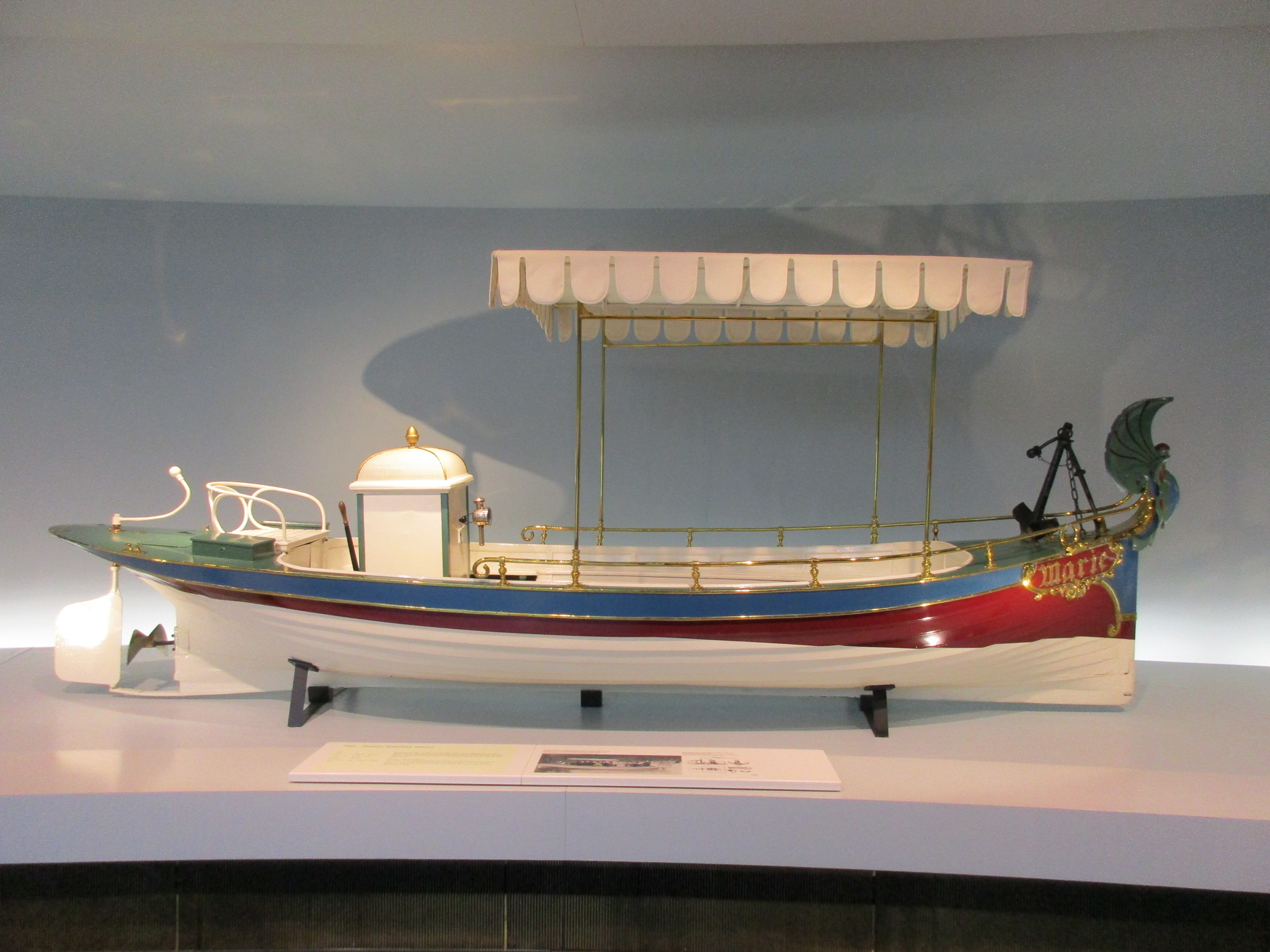
Bateau à moteur Daimler Marie, 1888
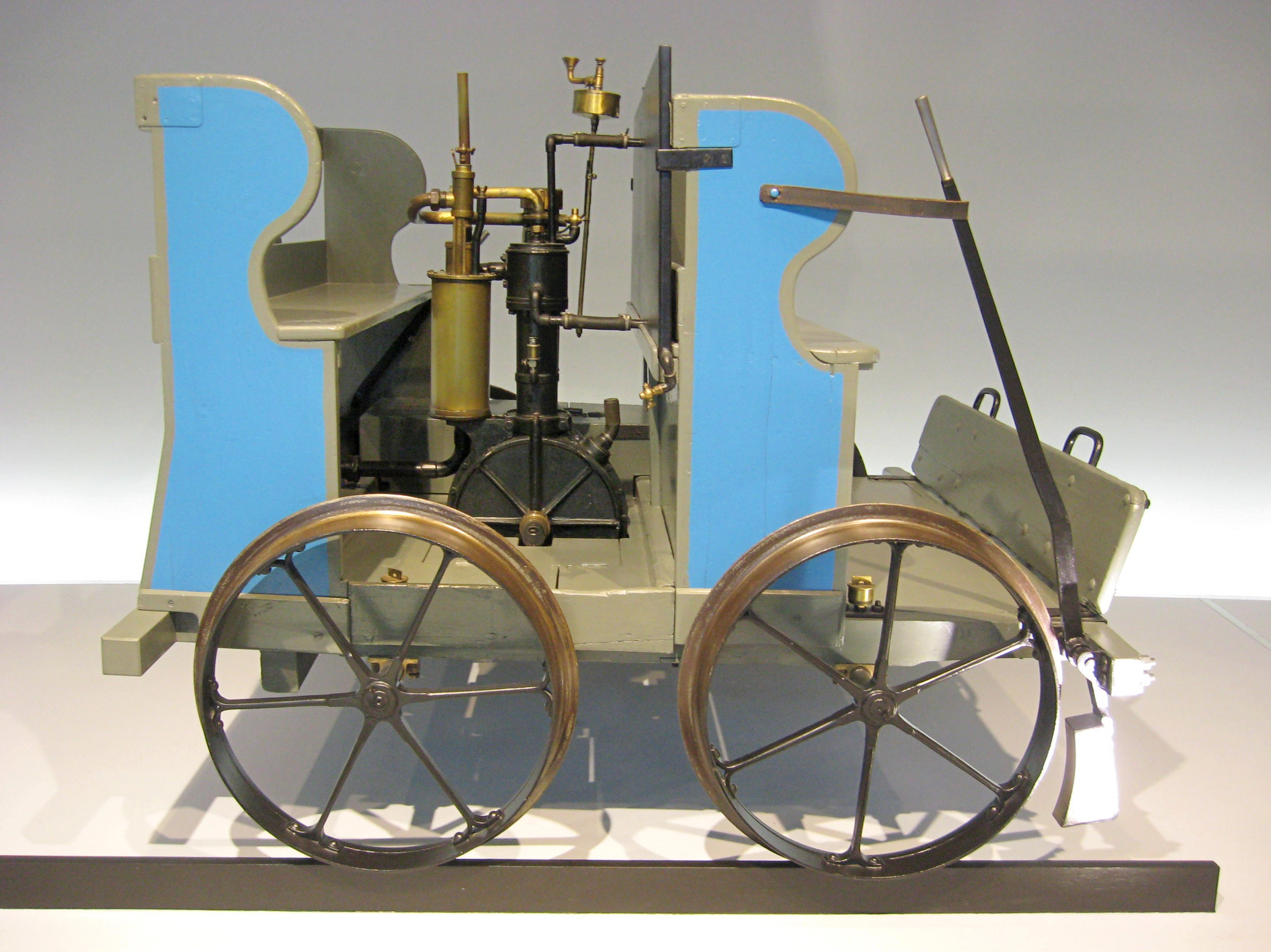
Draisine, 1887
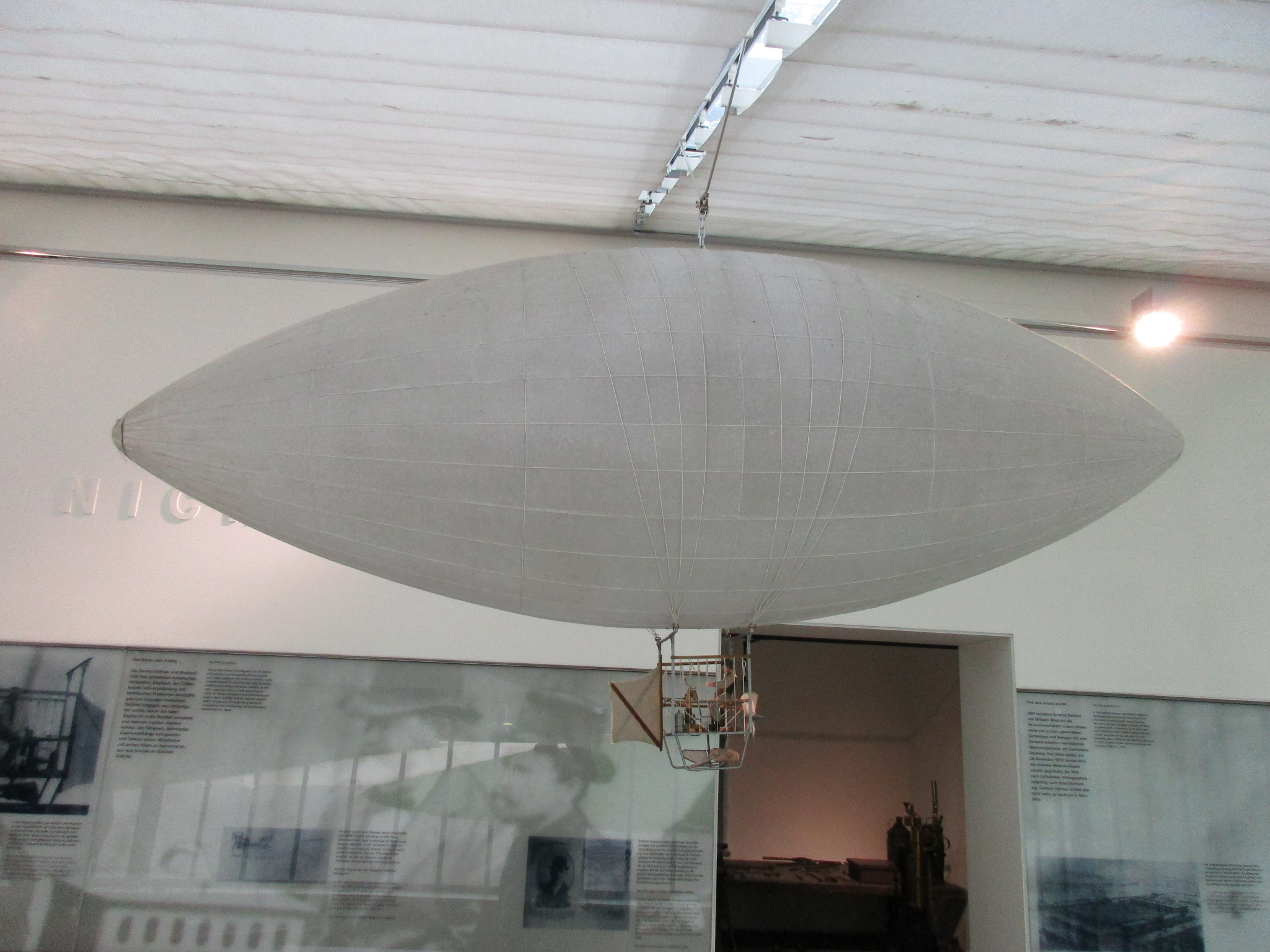
Ballon dirigeable Daimler, 1888

## Moteur à essence 2 cylindres en V Type P
En 1887 Gottlieb Daimler dépose un brevet pour son nouveau moteur à essence de 2 cylindres en V (premiers cylindres en V de l'histoire), avec lequel il motorise en 1889 le prototype Daimler Stahlradwagen (première voiture à quatre roues à moteur à essence, carburateur à gicleur à essence de l'histoire de l'automobile) qu'ils présentent sur le stand de Panhard & Levassor de la galerie des « machines et des progrès techniques » de l'Exposition universelle de Paris de 1889.

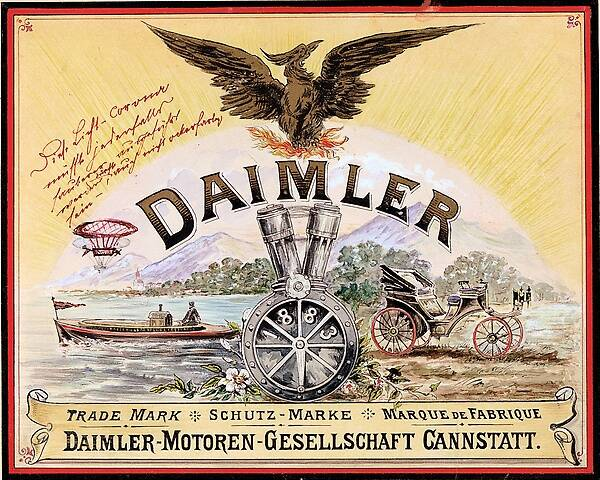
Publicité Daimler-Motoren-Gesellschaft, 1890
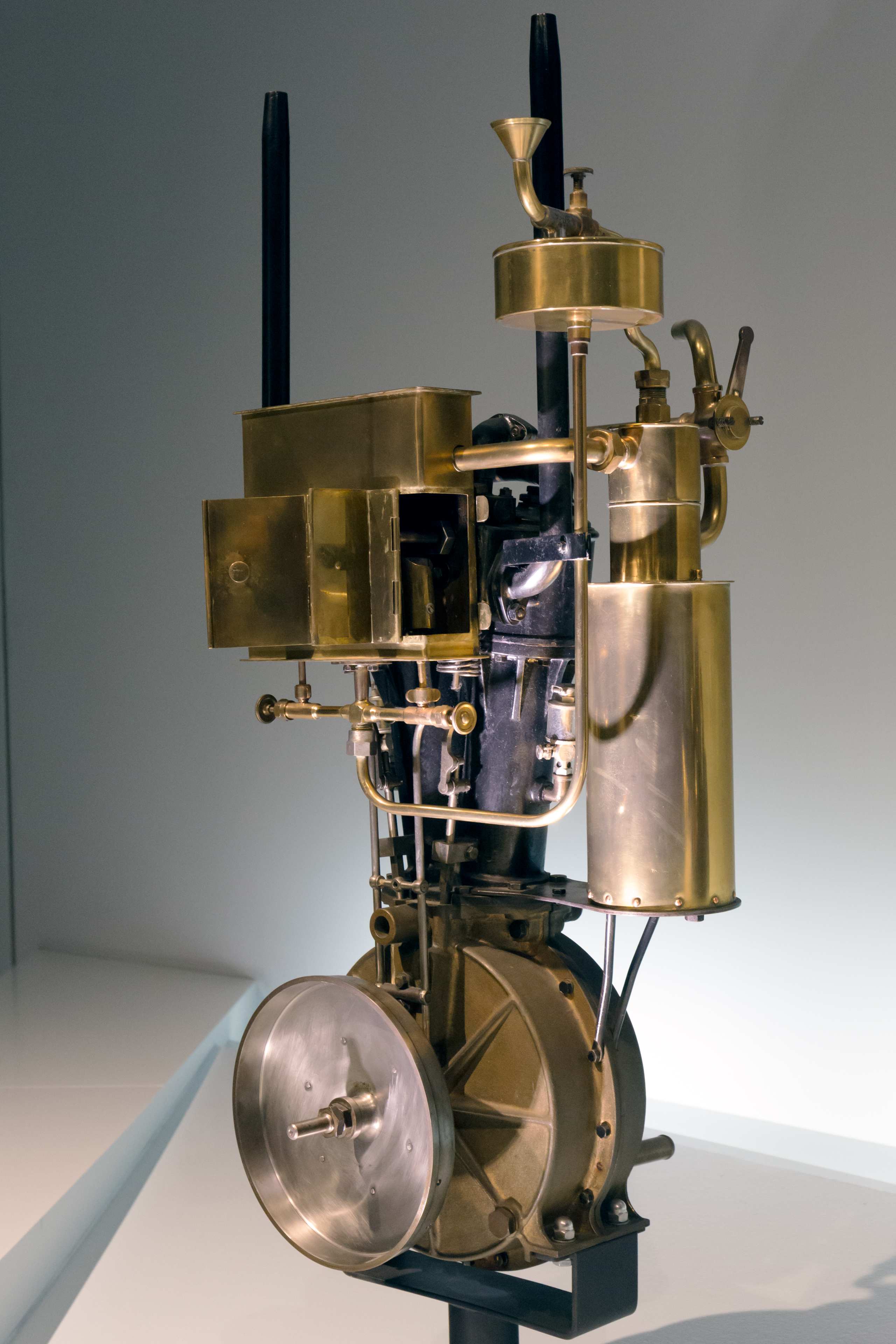
Moteur à essence Daimler V2
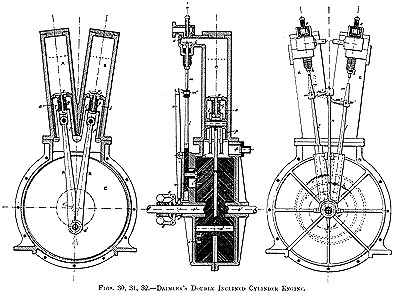
Dessin technique
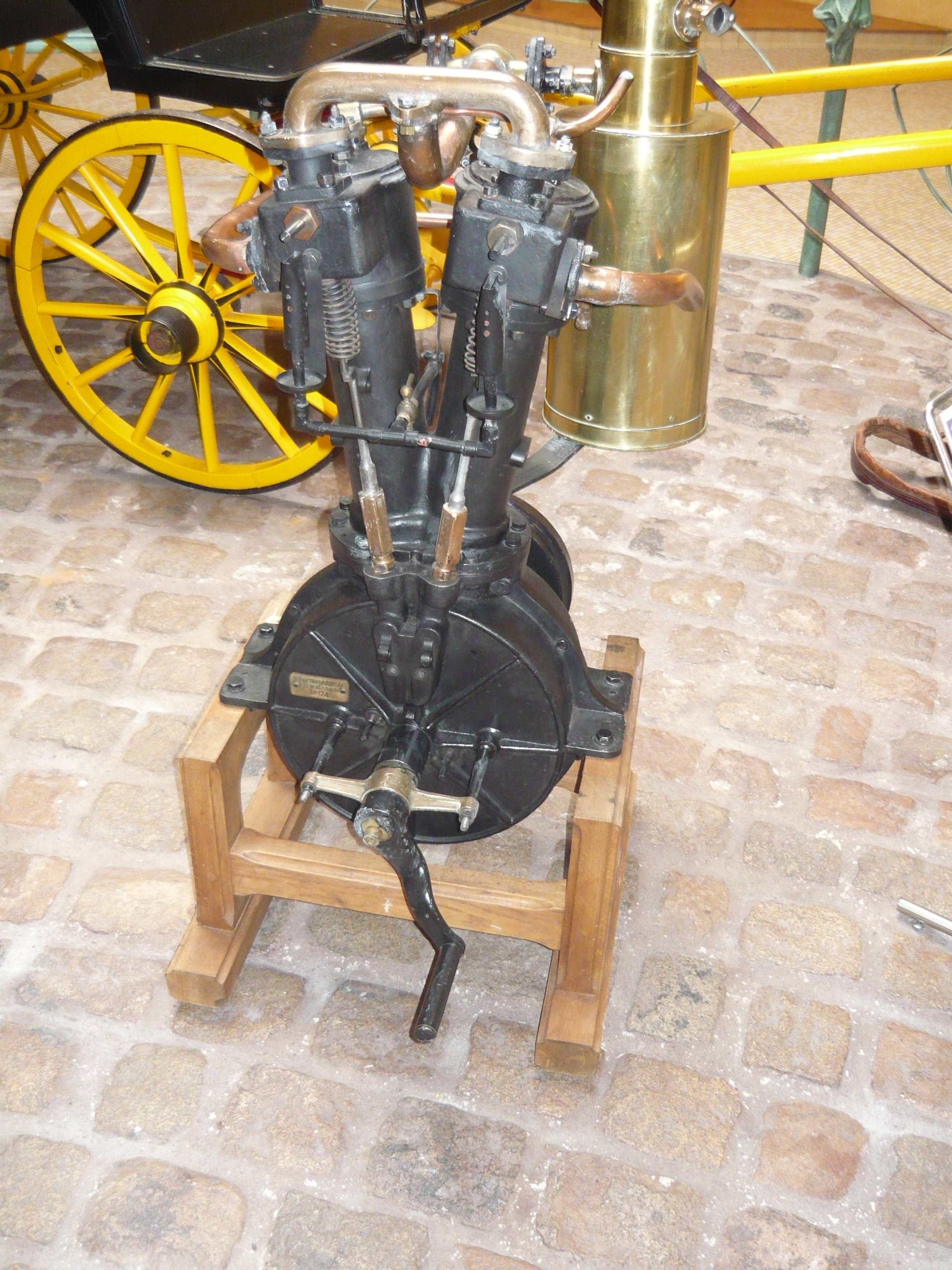
Moteur V2 Daimler, Peugeot Type 2 et suivantes...
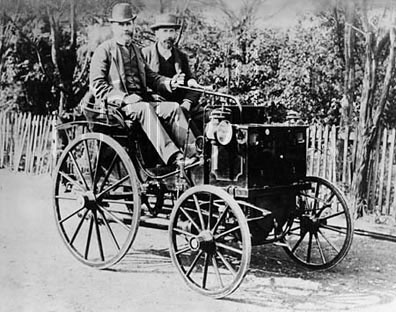
Panhard & Levassor Type A, pilotée par René Panhard, et Émile Levassor, 1890 à 1896
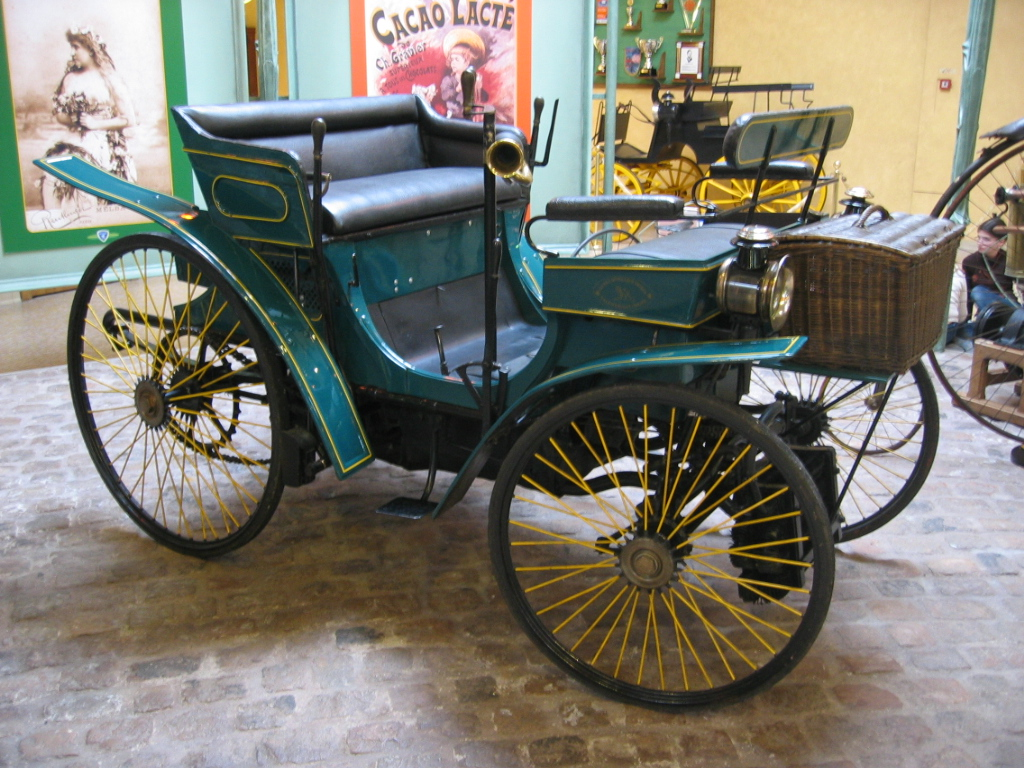
Peugeot Type 3, 1891 à 1894

En 1890 Gottlieb Daimler fonde l'industrie Daimler-Motoren-Gesellschaft à Bad Cannstatt avec de nombreux partenaires financiers, dont il est actionnaire au tiers, avec Wilhelm Maybach. Il vend ses moteurs en Allemagne, et dans le monde entier, à des constructeurs exclusifs sous licences Daimler, avec Panhard & Levassor pour la France, Austro-Daimler pour l'Autriche-Hongrie, Daimler Motor Company pour l'Empire britannique, Daimler USA pour les États-Unis. Il s'associe avec les industriels français René Panhard, Émile Levassor, et Armand Peugeot de Peugeot (famille Peugeot), qui s'inspirent de ce modèle pour orienter leurs industries automobiles vers les moteurs à essence, avec leurs premières Panhard & Levassor Type A à 195 exemplaires, prototype de Peugeot Type 2, Peugeot Type 3 à 64 exemplaires et modèles suivants... Après avoir conçu le prototype Daimler Stahlradwagen de 1889, Daimler industrialise les Daimler Schroedter-Wagen à 12 exemplaires entre 1892 à 1895, camions Daimler Motor-Lastwagen à partir de 1896, les Daimler Riemenwagen à 150 exemplaires entre 1895 à 1899...

Automobiles Daimler
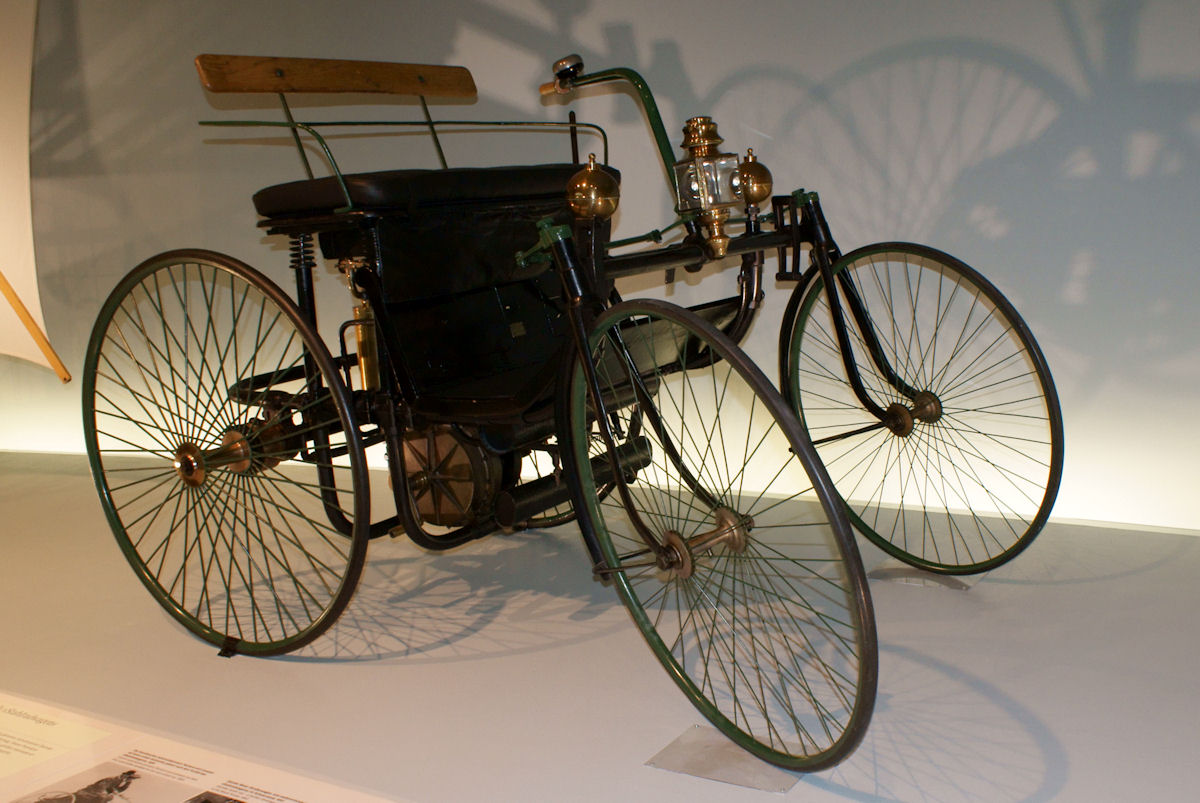
Daimler Stahlradwagen 1889
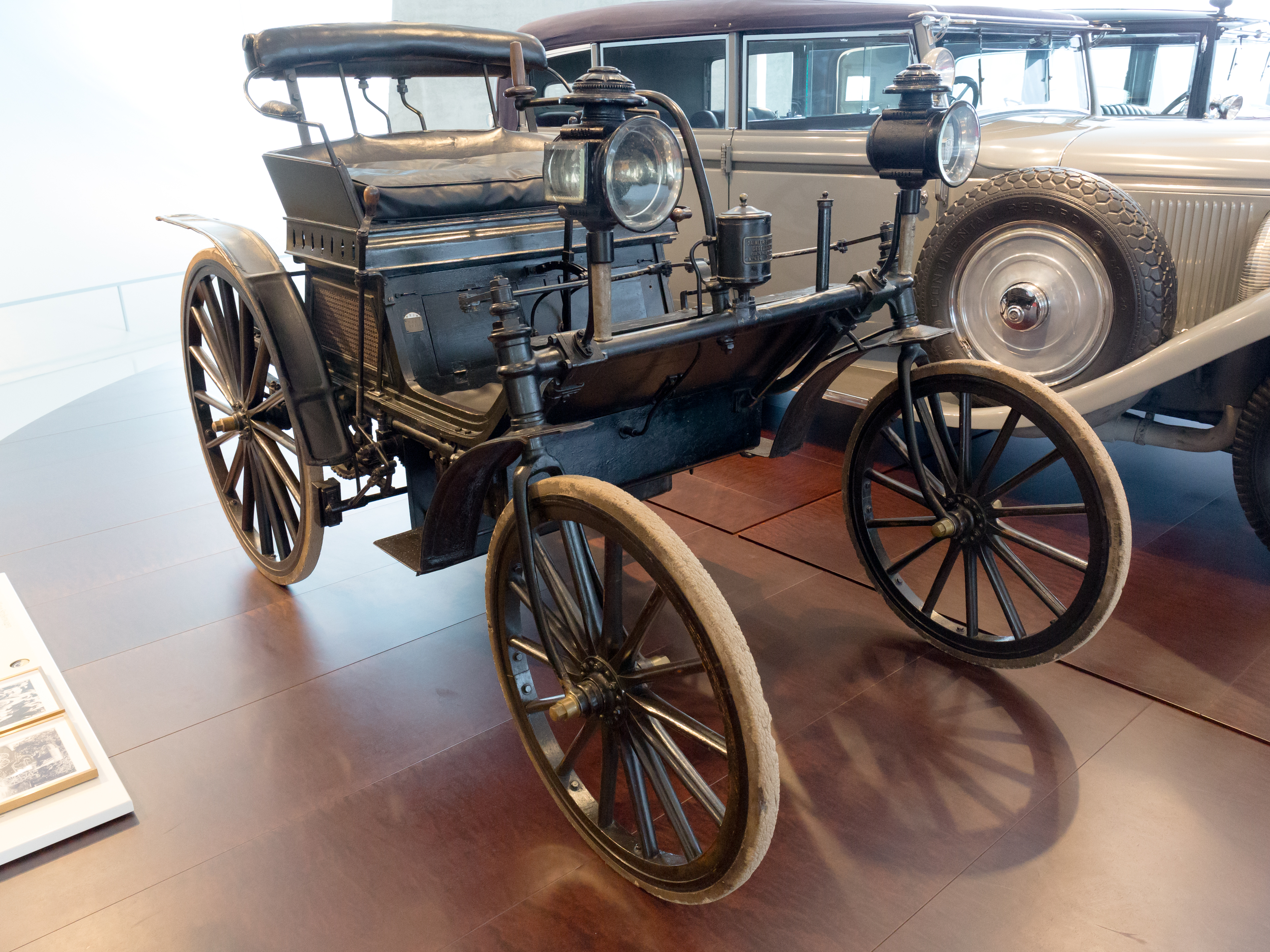
Daimler Schroedter-Wagen, 1892 à 1895
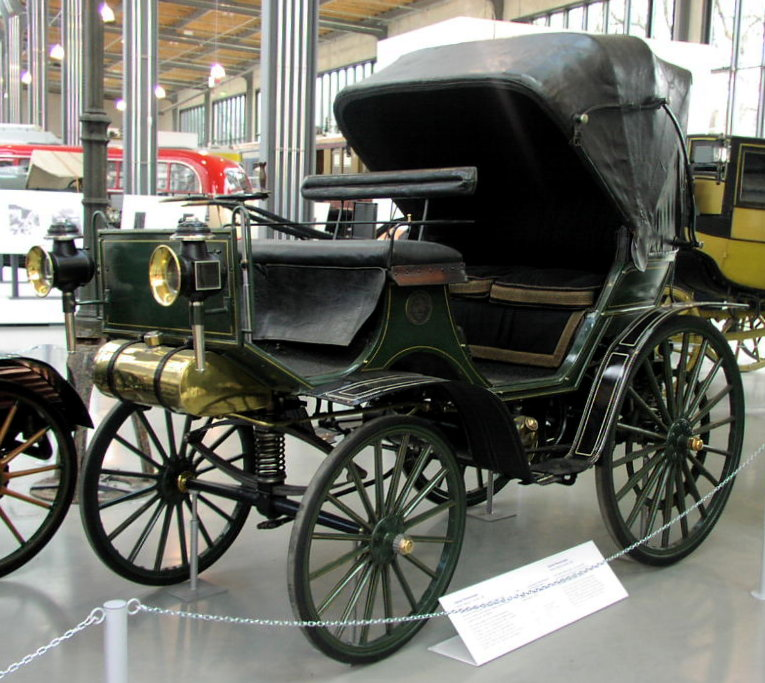
Daimler Riemenwagen, 1895 à 1899
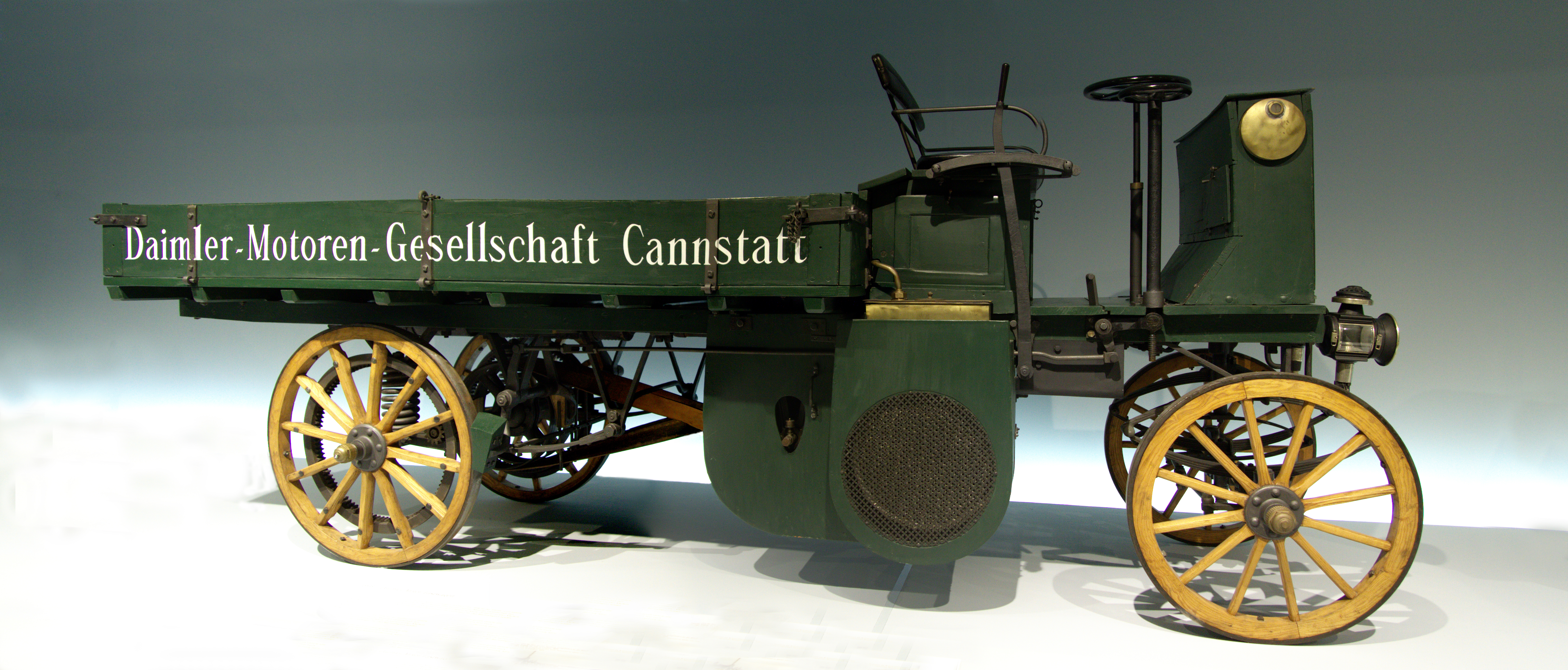
Camion Daimler Motor-Lastwagen, 1896
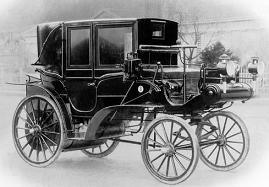
Daimler Riemenwagen Taxi Victoria

Les moteurs à essence allemands révolutionnent les moyens énergétiques : traction animale, traction hippomobile, machine à vapeur, moteur à gaz, machine électrique, moteur à air comprimé, moteur hydraulique... d'alors, et démultiplient les perspectives de la révolution industrielle en cours, du développement exponentiel de l'industrie automobile, en même temps que la révolution de l’électricité de Thomas Edison et de son industrie General Electric...

## Moteur à essence 2 ou 4 cylindres Type M
En 1895 Émile Levassor et Gottlieb Daimler mettent au point une évolution de leur moteur, avec le Type M Phoénix, de deux, puis quatre cylindres, 8 ch, 40 km/h, pour équiper leurs modèles suivants Panhard & Levassor A1 et A2, Panhard & Levassor B1 et B2, et Daimler Phoenix, Mercedes 35 CV, Mercedes Simplex...

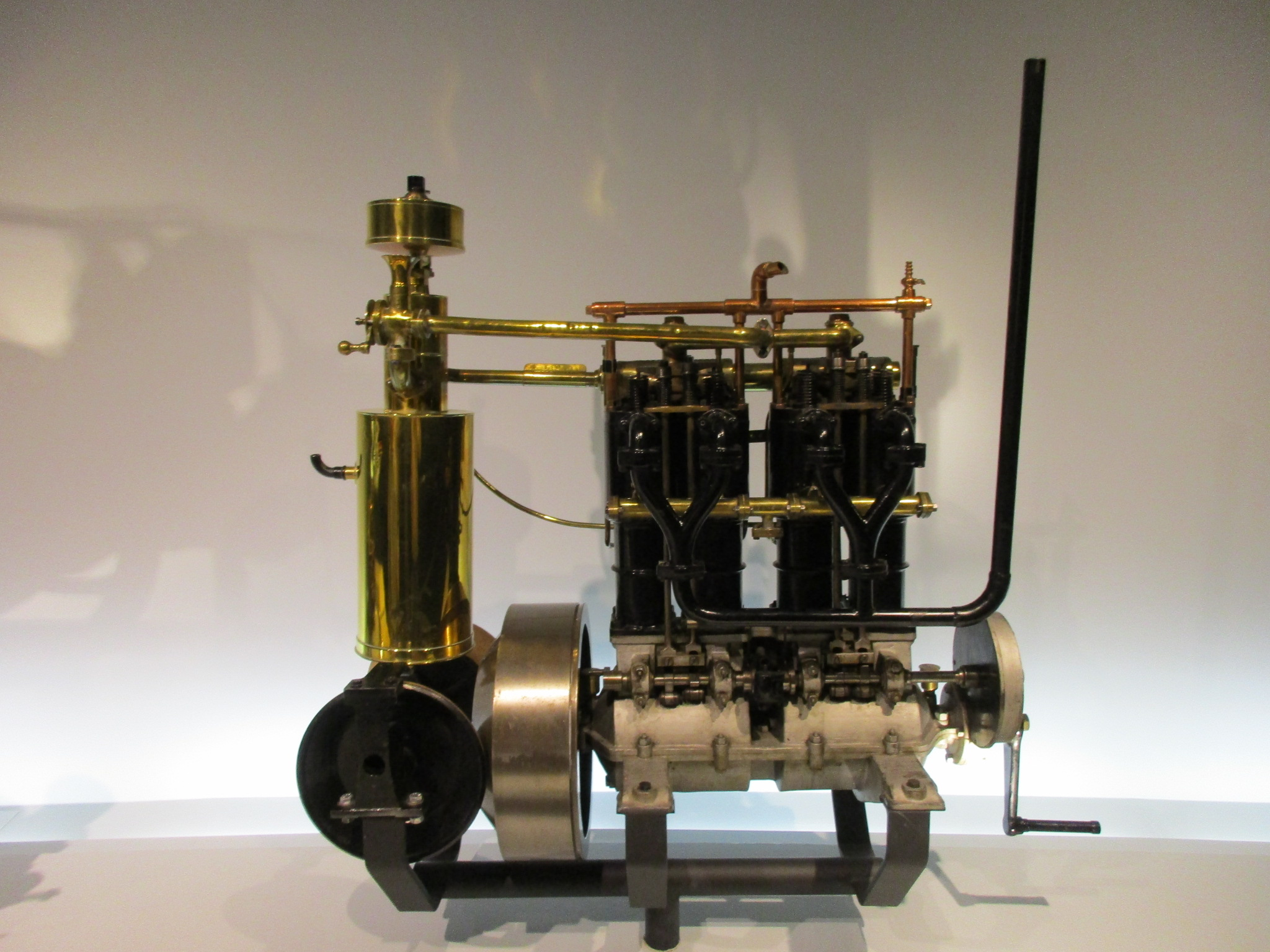
Moteur 4 cylindres Daimler, 2413 cm³, 5,9 ch, 1894, musée Mercedes-Benz de Stuttgart
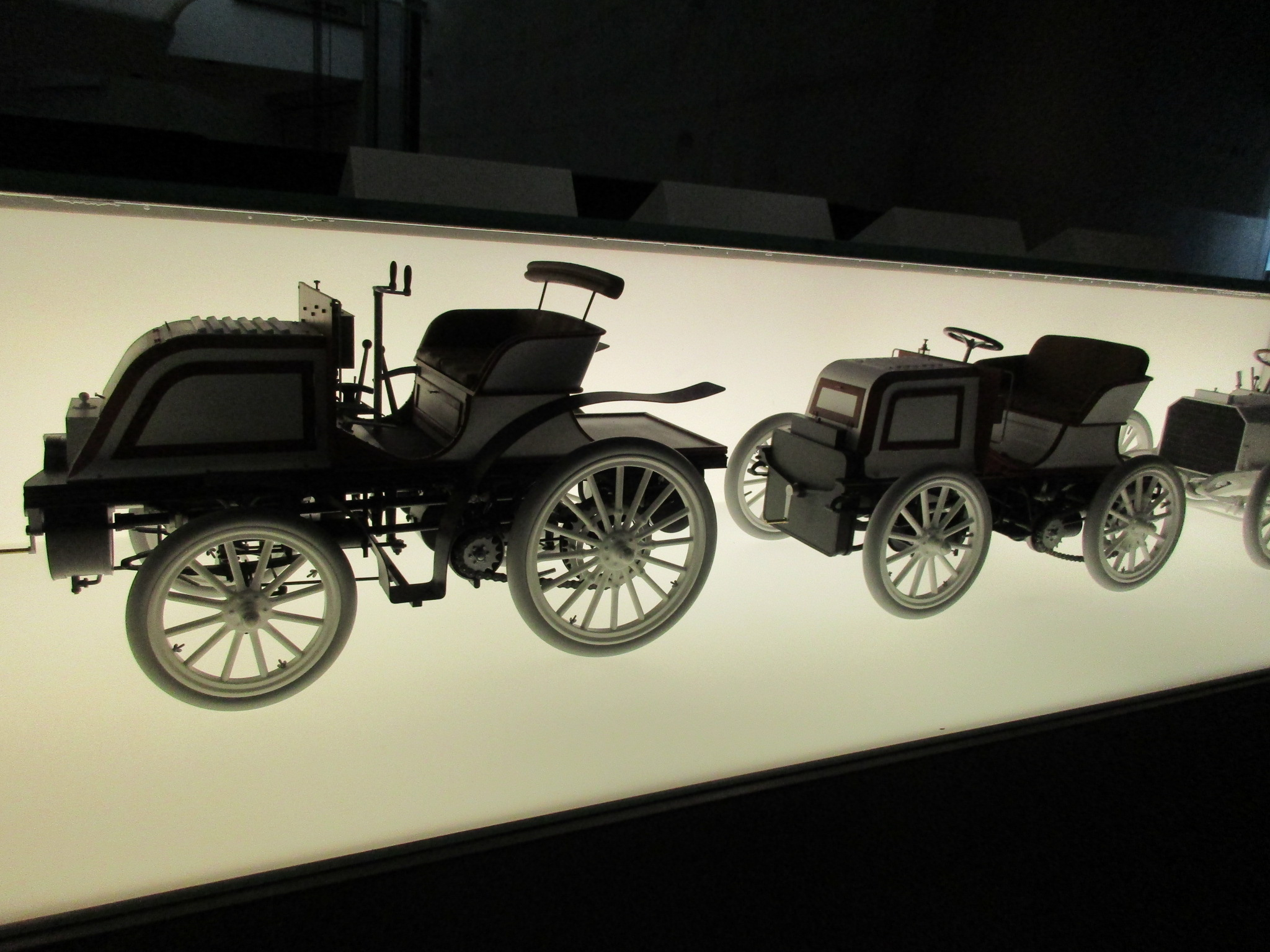
Daimler Phoenix 10PS de 1899 et 23PS de 1900
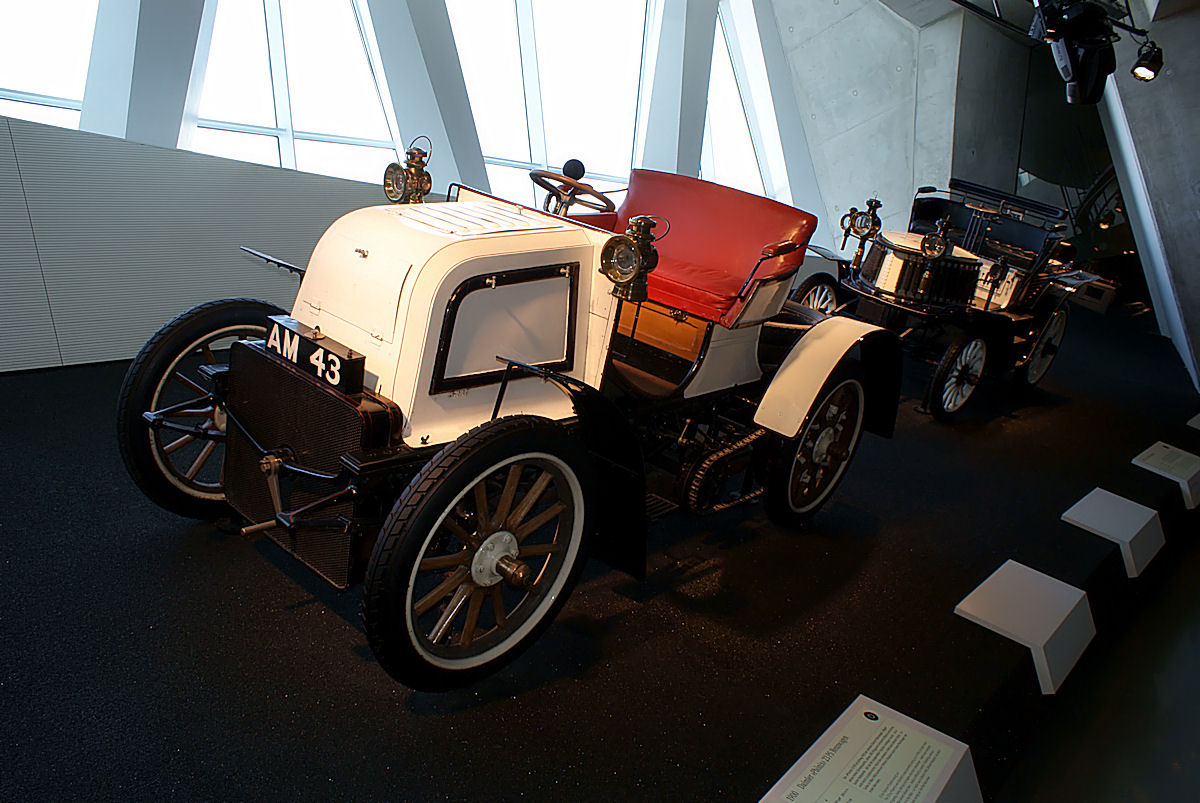
Daimler Phoenix 23PS 1900
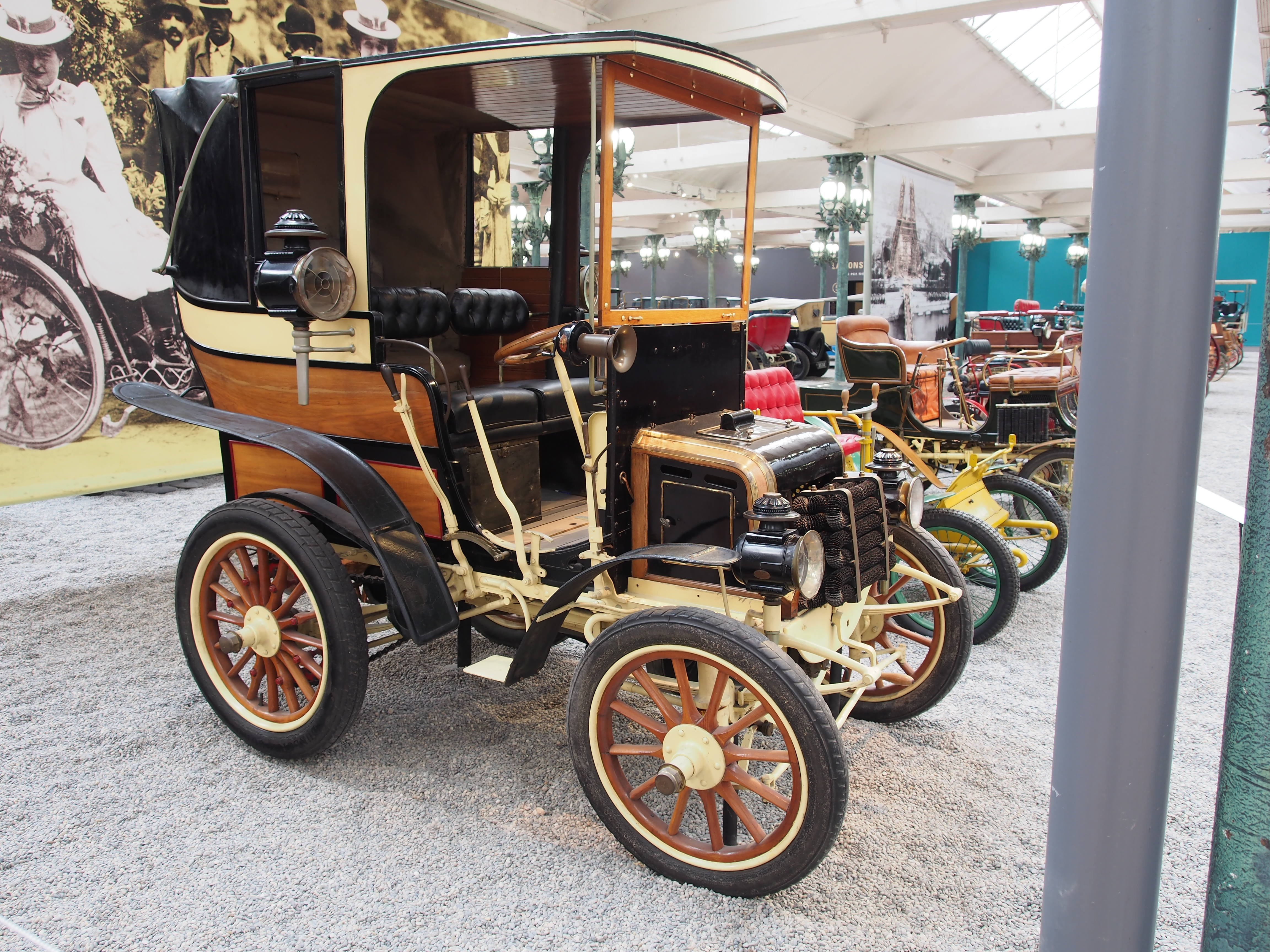
Panhard & Levassor A1 et A2
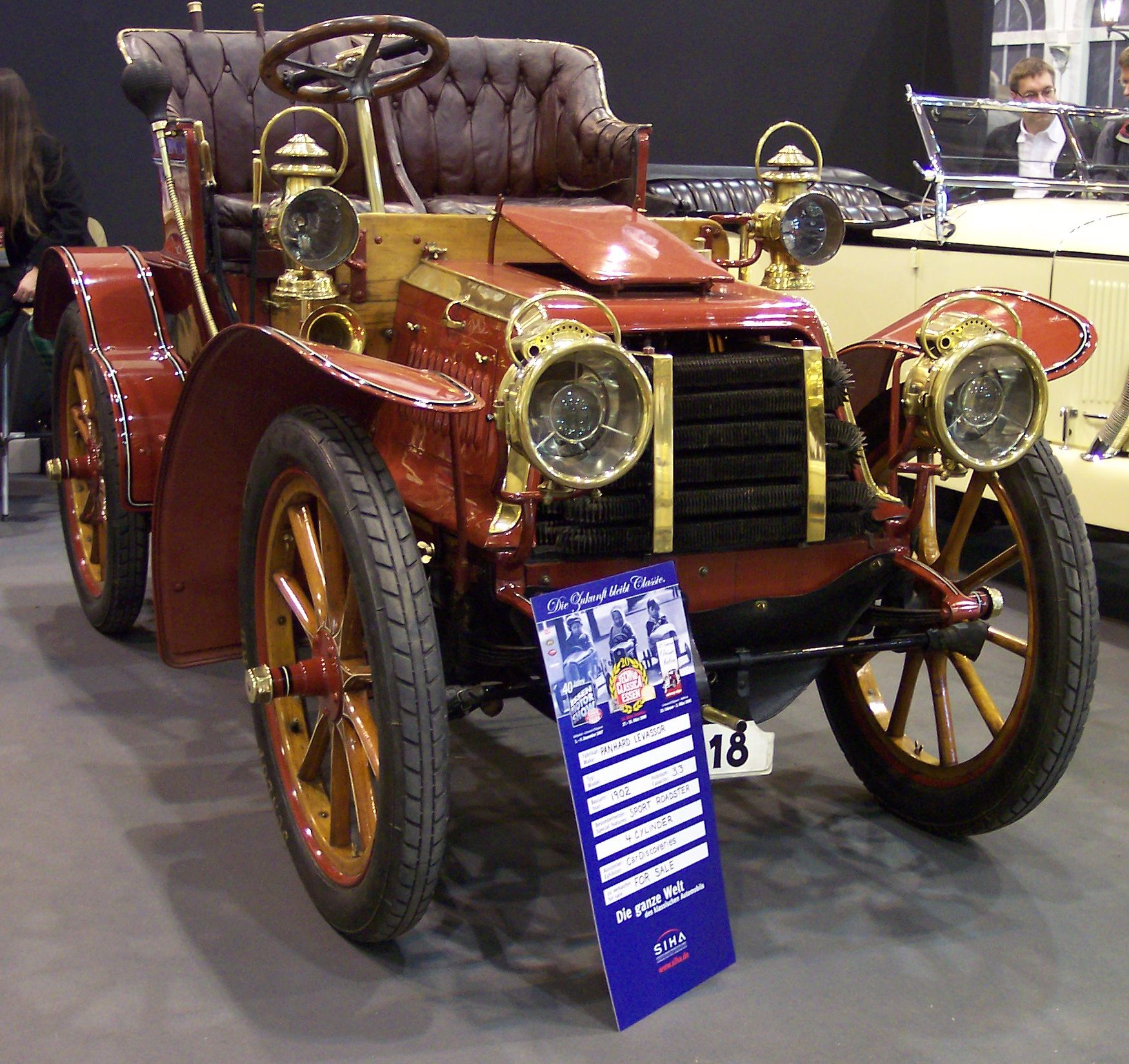
Panhard & Levassor B1 et B2

En 1907 Wilhelm Maybach fonde l'industrie Maybach. En 1909 Ettore Bugatti collaborateur de Deutz AG fonde Bugatti en Alsace. En 1916 Gustav Otto (fils héritier de Nikolaus Otto) et Karl Rapp fusionnent leurs industries en BMW. En 1924 Carl Benz et Paul Daimler (fils héritier de Gottlieb Daimler) fusionnent leurs industries en Daimler-Mercedes-Benz en 1926. Ferdinand Porsche succède à Paul Daimler comme PDG de Daimler-Motoren-Gesellschaft, puis fonde les industries Porsche en 1931, et Volkswagen en 1937... En 2007 l'industrie Daimler Chrysler née de la fusion en 1998, de Mercedes-Benz et Chrysler (États-Unis), revend Chrysler et reprend son nom de Daimler (entreprise) avec son siège à Stuttgart...